# Copa do Mundo de Esqui Alpino de 1993
A Copa do Mundo de Esqui Alpino de 1993 foi a 27º edição da Copa do Mundo, ela foi iniciada em dezembro de 1992 na Itália e finalizada em março de 1993 na Suécia.
O luxemburguês Marc Girardelli venceu no masculino, enquanto no feminino a austríaca Anita Wachter foi a campeã geral.